# أدريان مارتين كاردونا
أدريان مارتين كاردونا (بالإسبانية: Adrián Martín Cardona)‏ (10 أكتوبر 1982 بلاس بالماس دي غران كناريا في إسبانيا - ) هو لاعب كرة قدم إسباني في مركز الوسط. لعب مع ريال مدريد كاستيا وريال مدريد وريال مورسيا ونادي خيريث ونادي سمورة ونادي كونكينسي ونادي لاس بالماس ونادي ليفانتي وCD Teruel ‏ وUD Las Palmas Atlético ‏ وJerez Industrial CF ‏ وSan Fernando CD ‏.

## وصلات خارجية
- أدريان مارتين كاردونا على موقع قاعدة بيانات كرة القدم.إي يو (الإنجليزية)
- أدريان مارتين كاردونا على موقع Soccerway.com (الإنجليزية)
- أدريان مارتين كاردونا على موقع AS.com (الإسبانية)